# Euronight

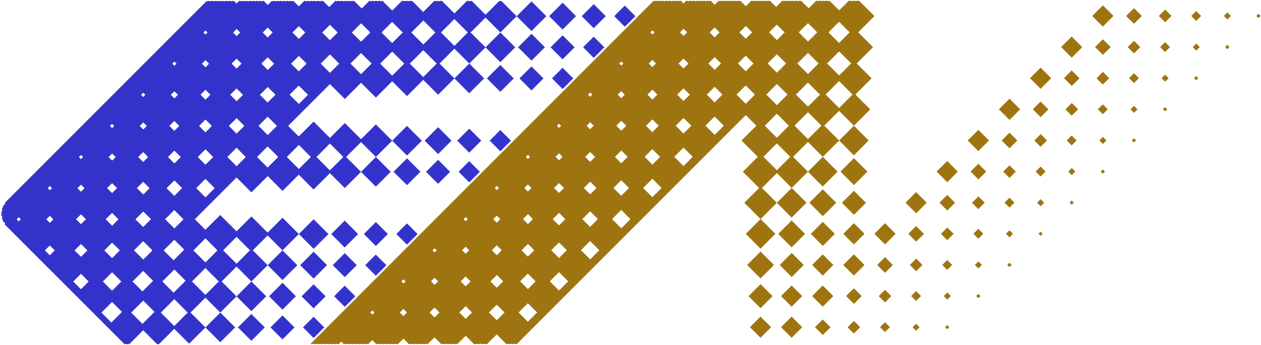
Logotyp för Euronight

Euronight är nattåg som går över gränserna mellan olika europeiska länder. Euronight är en nattågsvariant av Eurocity. Sträckorna väljs oftast så de tar runt 7-15 timmar och går mellan viktiga storstäder.
Exempel på sådana tåg: 
- Stockholm – Malmö – Berlin
- Hamburg – Paris
- Hamburg – Zürich
- Hamburg – Wien
- München – Wien - Budapest
- München – Zagreb – Belgrad
- Budapest – Bukarest
- Strasbourg – Wien, Orientexpressen
- Warszawa – Amsterdam
- Zürich – Budapest